# Glenea hwasiana
Glenea hwasiana là một loài bọ cánh cứng trong họ Cerambycidae.